# Tu m'
Tu m' est un tableau peint par Marcel Duchamp en 1918. Cette huile sur toile est une commande de Katherine Dreier, qui souhaite l'exposer au-dessus de sa bibliothèque à New York, d'où son format allongé. Elle est aujourd'hui conservée à la Yale University Art Gallery, dans le Connecticut.
Outre de la peinture à l'huile, l'artiste a utilisé le crayon, des épingles de sureté, un écrou et un goupillon.
En février 1918, Duchamp vit à New York, dans un atelier situé 33 West 67th Street. Il y héberge Yvonne Chastel, divorcée de Jean-Joseph Crotti, qui l'aide à composer les cadres colorés partant de l'angle gauche supérieur. « Dans cette peinture, rapporte Duchamp, j'ai exécuté l'ombre portée de la roue de bicyclette, l'ombre portée du porte-chapeau qui est en haut, et puis aussi l'ombre portée d'un tire-bouchon. J'avais trouvé une sorte de lanterne qui faisait des ombres assez facilement et je projetais l'ombre que je traçais à la main sur la toile. J'avais aussi, juste au milieu, mis une main peinte par un peintre d'enseignes et je l'avais fait signer par le bonhomme qui l'avait exécutée (« A. Klang »). C'était une sorte de résumé des choses que j'avais faites plus tôt, puisque le titre n'a aucun sens ». Même si les déclarations de Duchamp et le titre sont ambiguës, selon Séverine Gossart il est généralement admis « que le titre, adressé à la peinture comme à son commanditaire, suggère les verbes « embêter », « ennuyer » ou plus familièrement « emmerder. ». Cependant, selon Herbert Molderings (de), la question n'est pas tranchée : est-il « permis de le compléter en « tu m'emmerdes », […] et le pronom personnel « tu » désigne la commanditaire, la géométrie ou la peinture » ? De plus, cette œuvre de Duchamp, qui en a délégué certaines parties, « achève de ruiner la notion d'auteur original. »